# Ибтисам Лашгар
Ибтисам Бети Лашгар, (арапски: ابتسام لشكر) (рођена августа 1975) је мароканска психолошкиња, феминисткиња, активисткиња за људска права и ЛГБТ+ заговорница. Она је суоснивачица покрета МАЛИ (Mouvement alternatif pour les libertés individuelles). Једна је од ретких мароканки која се отворено изјашњава као атеиста.

## Детињство и образовање
Рођена у августу 1975. године, Ибтисам Лашгар студирала је на Декартовом универзитету у мароканској престоници Рабат, пре него што се преселила у Париз да студира клиничку психологију, криминологију и виктимологију. Тренутно ради на својој тези из психоанализе, у Паризу.

## Активизам
Дана 23. августа 2009. године, заједно са пријатељицом Зејнеб ел Газави, оснива покрет за одбрану слободе појединаца у Мароку „МАЛИ”. Реч „мали” на мароканском дијалекту арапског језика значи и „Шта није у реду са мном?” или „За шта ме оптужујете?"; стога он представља реторичко питање противницима слободе, говорећи им да гледају своја посла.

### Рамазански пикник 2009.
Дан након оснивања покрета Мали, Лашгар и ел Газави објавиле су свој први догађај на Фејсбук страници: дневни симболични излет (pique-nique symbolique) током месеца Рамазана, у знак протеста против члана 222 мароканског казненог закона који кажњава оне који крше обавезни пост током исламског светог месеца. Учесници нису били у обавези да једу; они су такође могли једноставно показати подршку онима који су желели да остваре своје право на то. Учесници су планирали да се састану 13. септембра 2009. године испред железничке станице Мухамедија, на пола пута између Казабланке и главног града Рабата; они би потом кренули до руба мирне шуме на периферији Мухамедије. Они су тврдили да је чланом 222 само забрањено „грубо кршење поста” у јавности, али да никога неће узнемиравати док обедују на јавном, али изолованом месту. Поред многих порука подршке, објава на интернету је такође брзо привукла бес исламиста који су постављали увреде и претње смрћу против учесника, попут: „Знамо како изгледате, преклаћемо вас“. Неколико Фејсбук група против покрета Мали отворено је против иницијативе. Ел Газави је рекла да ће чак и ако их нападну исламисти или их полиција ухапси, показати свету „фашизам Рамазана, када би људи који раде тако безазлене ствари као што је пикник у шуми линчовали исламисти“ или „да вас у Мароку већ вас стављају иза решетака чак и ако поједете сендвич”.
Познато је да се појавило само шест учесника. Ипак, док су стизали до железничке станице, одмах им се придружила гомила од око 100 полицајаца, као и многи новинари који су видели догађај на Фејсбуку. Активисти су током сат времена више пута испитивани, претресани и узнемиравани, док су их новинари покушавали интервјуисати. У 14:00, полиција је приморала шесторицу учесника да уђу у воз до Казабланке под стражом двојице полицајаца, чиме су прекинули планирани протест. Недељни магазин ТелКел објавио је чланак у којем је жестоку реакцију назвао знаком да је Мароко изгубио културу толеранције. „У једној генерацији наша држава се радикално трансформисала“, каже се. „То је застрашујуће”. Пикник је изазвао негодовање јавности у мароканском друштву и отворио расправу о верским слободама у земљи.

### Љубилиште у Рабату
Ибтисам је такође била једна од организаторки јавног љубилишта које се одржало 12. октобра 2013. године, како би подржала три тинејџера ухапшена јер су објавили фотографију како се љубе, на Фејсбуку. Демонстранти су се суочили са пролазницима док су се љубили и скандирали „Живела љубав”. Јавно љубљење је изазвало немир на друштвеним мрежама, а грађани су протестовали против онога што сматрају шуњајућим муслиманским конзервативизмом у муслиманској земљи дуго познатој као релативно либералној и толерантној. У интервјуу за Франс24 о љубилишту, рекла је: „За нас је порука пренета. Био је то успех. Било је парова и самаца, а парови се нису срамотили у јавности. Наша порука је да они бране љубав, слободу да се воле и љубе слободно”.

### Контроверза са абортерским бродом
У име покрета МАЛИ који се залаже за легализацију абортуса, Ибтисам Лашгар је позвала Жене на таласима и њихов брод за абортус којим управља холандска лекарка Ребека Гомпертс, да се укотве у Мароку почетком октобра 2012. године. Циљ је био дати симболичну изјаву о недостатку сексуалног и репродуктивног здравља и права жена у Мароку, од којих многе имају нежељену трудноћу, која се може прекинути само када је женин живот у опасности, а не у било којим другим околностима, укључујући и силовање. Ова ситуација резултира са „између 600 и 800 илегалних побачаја сваког дана, што годишње убије 90 Мароканки“, према речима др Гомпертс. У складу са могућностима, намеравала је да изврши абортус мароканкама, јер је њен чамац пловио под холандском заставом и на тај начин јој је дозвољено да изврши легалне побачаје на броду. Ибтисам Лашгар је очекивала да би мароканске власти војном силом покушале блокирати чамац, као што се догодило неколико година раније у Португалу.
Заиста, 4. октобра, послат је ратни брод који је блокирао пловило - и сав други саобраћај - у луци Смир, која се налази између Тетуана и шпанске енклаве Сеута. Тек тада су жене на таласима објавиле вест да је брод неколико дана раније већ пристао у луци као „јахта за уживање“, након чега су активисти 4. октобра пешке стигли до луке, укрцали се и развили своју заставу. Мароканске власти су тврдиле да је овај чамац био само „мамац“ и да су успели да зауставе „прави“ брод, али је у ствари једини брод који су жене на таласима послале. У јутро 5. октобра, брод је изведен из луке у међународне воде у пратњи мароканске морнарице. Ово је био први пут да су жене на таласима пристале у земљи са већински муслиманским становништвом. Том приликом су се скупили демонстранти против побачаја, а многи су носили знакове против побачаја. Акција, коју су неки поздравили а други осудили, изазвала је много полемике у Мароку и подстакла бурне расправе. У мају 2015. године, краљ Мухамед VI од Марока одлучио је да дозволи женама да прекину трудноћу ако је она резултат силовања или инцеста, или ако плод има аномалије.

### ЛГБТ+ активизам
Ибтисам Лашгар је такође активна гласноговорница у вези са правима ЛГБТ особа у Мароку, и залаже се за легализацију истополног брака.
У јануару 2019. године била је портпаролка мреже за подршку Шафику, мароканском трансвеститу, чији је идентитет јавно открила полиција у Маракешу.

## Лични живот
Ibtissam lives with her boyfriend in Rabat. She is also an atheist.